# Anarhichas lupus
El pez lobo del Atlántico, pez lobo atlántico, pez lobo o  perro del norte (Anarhichas lupus) es un pez de la familia de los anarichádidos, que vive en el Atlántico norte y en el Ártico.

## Morfología

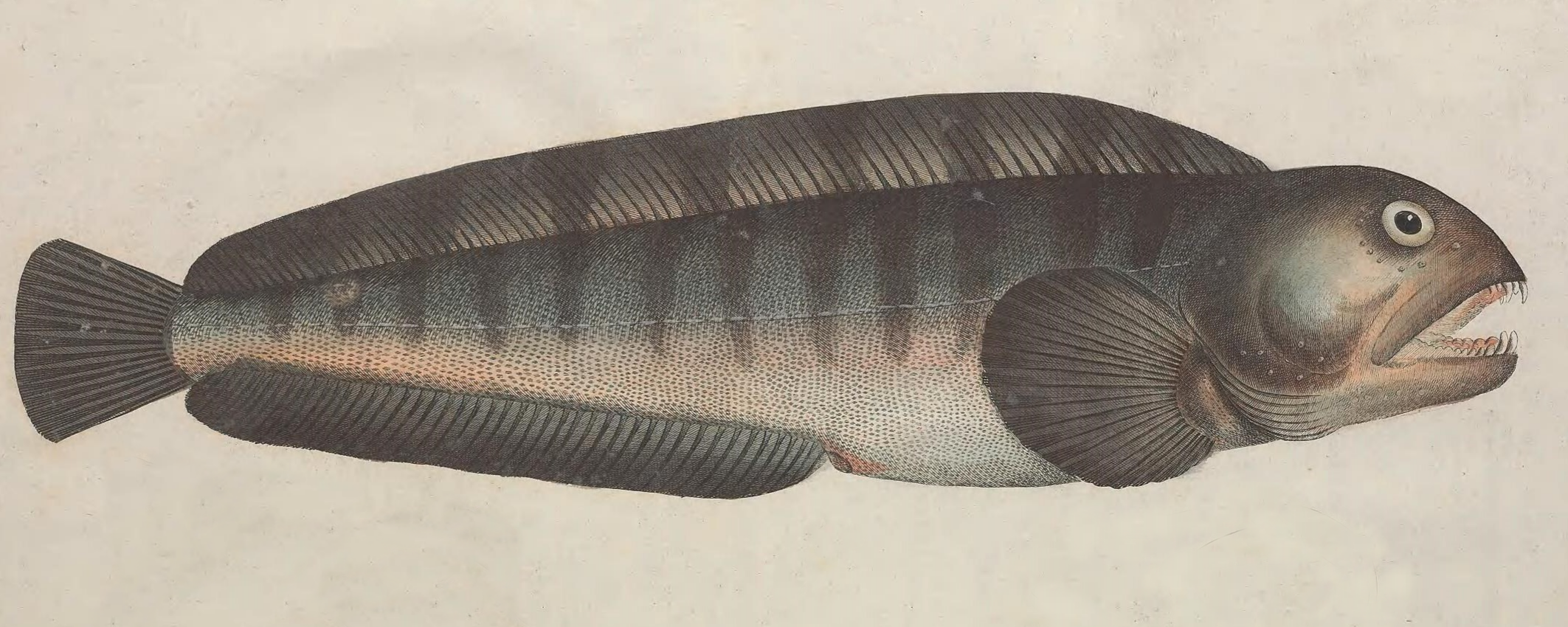
Anarhichas lupus

Llega al metro y medio de longitud, con el cuerpo cilíndrico en su parte delantera y aplanado en la parte caudal. De piel suave y resbaladiza, con las escamas casi escondidas en la piel. La aleta dorsal se extiende por casi toda la espalda de forma similar a la aleta anal, las aletas pectorales son grandes y redondeadas, mientras que no tiene aletas pélvicas.
Sus dientes están muy bien desarrollados y los distingue de otros miembros de la familia: son cónicos en la parte frontal de la mandíbula, en forma de molares en los costados.

## Hábitat y biología
Es común en las aguas poco profundas de las costas de Escandinavia, Islandia y Groenlandia, así como en el norte de las islas británicas, pudiendo llegar hasta las costas de España.
Es un depredador nato. Utiliza sus dientes y una placa ósea en la parte superior de la boca para quebrar conchas de moluscos y caparazones de diversos invertebrados, sobre todo crustáceos, de los cuales se alimenta.

## Pesca y gastronomía
El sabor de su carne está haciendo que en los últimos años se produzca un aumento del interés en el consumo de este pez.